# Ippolito Rotoli
Ippolito Rotoli (ur. 2 września 1914 w Sezze Romano, zm. 4 października 1977) – włoski duchowny rzymskokatolicki, arcybiskup, dyplomata papieski.

## Biografia
20 czerwca 1937 otrzymał święcenia prezbiteriatu.
2 września 1967 papież Paweł VI mianował go pronuncjuszem apostolskim w Korei oraz arcybiskupem tytularnym thibiuckim. 8 grudnia 1967 przyjął sakrę biskupią z rąk sekretarza stanu kard. Amleto Giovanniego Cicognaniego. Współkonsekratorami byli sekretarz Świętej Kongregacji Rozkrzewiania Wiary abp Sergio Pignedoli oraz biskup Tarquinii i Civitavecchii Giulio Bianconi.
15 listopada 1972 został przeniesiony na urząd pronuncjusza apostolskiego w Etiopii, a 10 stycznia 1974 na stanowisko pronuncjusza apostolskiego w Japonii. Urząd ten pełnił do śmierci 4 października 1977.